# Леополд Моцарт
Леополд Моцарт (на немски: Leopold Mozart) (14 ноември 1719 – 28 май 1787) е австрийски музикант и композитор.
Творил е от ранна възраст. Той е баща и учител на Волфганг Амадеус Моцарт и е оказал значително влияние в неговото развитие. Прадедите му, преселили се от едно австрийско село в гр. Аугсбург (град в Германия) още през 1636 г. са били каменоделци, книговезци и зидари. Леополд Моцарт единствен от своя род е с музикални наклонности. Родителите му го подготвят за духовна кариера – в детска възраст пее като хорист в манастир, послед учи в йезуитско училище, а същевременно се учи да свири на клавесин, цигулка и орган. През 1737 г. постъпва в Залцбургския уноверситет да следва право и филисофия, като през време на следването продължава да се занимава с музика. Трудолюбието и музикалността му помагат да се изгради като първокласен музикант и композитор, но в замяна на това го изключват от университета. Назначен е камердинер и музикант при граф Турн в Залцбург, където остава да живее завинаги („съвместителството“ на музикант и слуга е нещо обикновено по онова време).
Леополд Моцарт започва да композира музика и се прочува като отличен цигулар, органист и музикален педагог. Той композира няколко симфонии, концерти, дивертименти, пантомими, опери, оратории и кантати, а теоретичният му труд „Опит за систематично обучение и свирене на цигулка“ става основно ръководство за всички цигулкови педагози и цигулари в Европа до средата на XIX в.